# 警灯

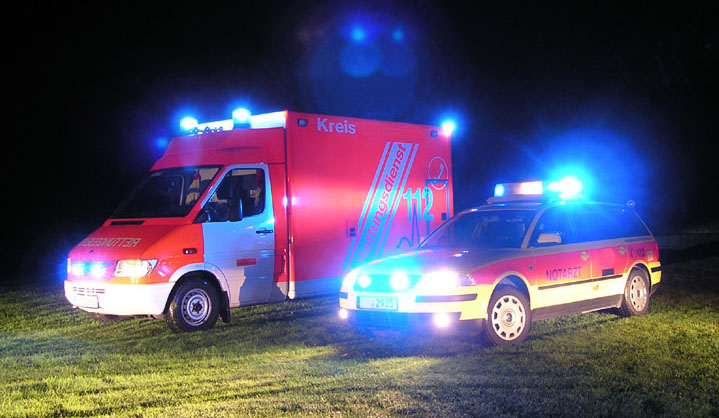
緊急車輛警示燈

警灯是警車執法時車上亮起的燈光，目的是向其他車輛發出信號讓其停下來或避讓。通常警車的警灯會與警報器一起使用，以提高警示效果。
不同司法管轄區有關和限制使用這些燈的法律差異很大，除了警車，消防車等緊急車輛也可以安裝類似的燈。在某些地區，非緊急車輛（例如校車）和半緊急車輛（例如拖吊車）可能被允許使用類似的燈。